# Gloria CFR Arad
Gloria CFR Arad war ein rumänischer Fußballklub aus Arad.

## Geschichte
Gloria CFR Arad entstand 1922 durch die Fusion des 1913 gegründeten Vereins Gloria Arad und des 1921 gegründeten Vereins CFR Arad. In den Spielzeiten 1922/23 und 1928/29 konnte sich Gloria CFR für die Finalspiele um die Rumänische Fußballmeisterschaft qualifizieren, scheiterte jedoch bereits jeweils im Viertelfinale. 1929/30 gelang der Sprung ins Endspiel, das jedoch mit 0:3 gegen Juventus Bukarest verloren ging. 1932 gehörte Gloria CFR zu den 14 Mannschaften, die an dem Ligabetrieb der neu gegründeten Divizia A teilnahmen. Nach der Saison 1933/34 wurde die Fusion zwischen Gloria und CFR wieder gelöst und die beiden Vereine nahmen wieder unter ihren alten Namen am Spielbetrieb teil. Den Platz von Gloria CFR Arad in der Divizia A nahm dabei Gloria Arad ein.